# 投資推廣署
投資推廣署（英語：Invest Hong Kong）於2000年7月成立，是香港特別行政區政府部門，隸屬於商務及經濟發展局，專門負責為香港促進外來直接投資，協助中國大陸、臺灣及海外企業在香港開業和發展業務，與客戶建立長遠的夥伴關係，在客戶來到香港發展的各個階段，免費提供量身訂造的支援服務，而且過程一概保密。

## 職能
投資推廣署以推廣及鞏固香港作為亞洲國際商業都會的優勢為已任，致力引進對香港經濟及發展策略有利的投資，並且鼓勵這些投資項目留在香港發展。投資推廣署辦事處遍布全球26個主要商業城市，設有專責團隊服務各個重點行業的投資者。

## 歷史
2000年7月1日，創新科技署與投資推廣署成立，工業署和貿易署合併為工業貿易署。
2012年5月，世界銀行發布全球投資推廣基準評價研究調查，結果指出投資推廣署於處理查詢一項排名世界第6位，為亞洲唯一晉身世界十強的投資推廣機構。研究項目經理讚揚投資推廣署作為全球首屈一指的投資推廣機構，能夠積極面對挑戰。
2012年，投資推廣署成功完成逾2,400個投資項目，有關企業在開業或擴展的首年內，總共為到香港經濟創造逾29,000個職位，總投資額達逾620億港元。
2013年上半年，投資推廣署協助213間中國大陸及海外企業在香港開展或者擴充業務。投資推廣署成立至2013年6月，共協助完成逾2,900個投資項目，投資總額逾760億港元，有關企業為香港經濟創立了逾33,000個職位。同年7月，投資推廣署推出《國際推廣計劃》，希望藉此鼓勵環球新企業在香港創辦業務，再發展至世界各地。

### 歷任署長
- 盧維思（2000年7月1日－2008年12月20日）[3][4]
- 賈沛年（Simon Galpin，2009年4月3日－2016年2月29日）[5][6]
- 傅仲森（Stephen Christopher Phillips，2017年5月25日－2023年5月24日）[7][8]
- 劉凱旋（2023年11月8日－）[9]

## 歷任助理署長
- 曾愛蓮
- 黃海韻
- 鄧仲敏
- 何兆康
- 鄧智良
- 吳國才
- 潘慧蘭
- 戴威士
- 蔣學禮
- 劉智元
- 李淑菁

## 另見
- 香港貿易發展局

## 外部連結
- 香港特別行政區政府 投資推廣署